# Рождаемость ниже уровня воспроизводства
Рождаемость ниже уровня воспроизводства — это суммарный коэффициент рождаемости (СКР), который (если поддерживать его) ведёт к тому, что каждое новое поколение становится менее многочисленным, чем предыдущее, в определённом регионе. В развитых странах рождаемость ниже уровня воспроизводства при СКН ниже примерно 2,1 ребенка на каждую женщину, но порог может равняться даже 3,4 в некоторых развивающихся странах из-за более высокой смертности. В среднем по миру в 2003 году коэффициент рождаемости, необходимый для нулевого воспроизводства, был равен 2,33 ребёнка на женщину. В это число входят два ребёнка на женщину, чтобы заменить родителей, а также «третью часть ребенка», чтобы компенсировать большую вероятность родить мальчика и раннюю смерть до окончания возраста, когда женщина может родить ребёнка.
Уровень воспроизведения в единицах чистого коэффициента воспроизводства (ЧКВ) точно равен единице, так как ЧКВ принимает во внимание и смертность и соотношение полов.

Карта стран по коэффициенту рождаемости (2014)
7–8 детей
6–7 детей
5–6 детей
4–5 детей
3–4 ребёнка
2–3 ребёнка
1–2 ребёнка

По состоянию на 2010 год около 48% мирового населения проживало в странах, где рождаемость ниже уровня воспроизводства. Несмотря на это, в большинстве из этих стран количество жителей всё ещё увеличивается из-за прибытия иммигрантов, демографического импульса и увеличения средней продолжительности жизни. К таким странам относятся государства Европы, Канада, Австралия, Бразилия, Россия, Иран, Тунис, Китай и многие другие. Самый низкий уровень рождаемости зафиксирован в таких странах или регионах, как: Гонконг (Сянган), Макао (Аомынь), Сингапур, Китайская Республика (Тайвань), Украина и Литва. Но лишь несколько стран имеют такой низкий уровень рождаемости (иногда к нему добавляются такие факторы, как эмиграция), который приводит к депопуляции: Япония, Германия, Литва и Украина.